# Sōetsu Yanagi
 (août 2016).
Sōetsu Yanagi (dans l'ordre japonais Yanagi Sōetsu ou Yanagi Muneyoshi 柳 宗悦, 21 mars 1889 - 3 mai 1961) est un écrivain, penseur et collectionneur japonais, connu pour son implication dans le mouvement Shirakabaha (Bouleau blanc) et son travail de réévaluation des arts populaires coréens et japonais par le terme mingei.

## Enfance et formation
Sōetsu Yanagi naît à Tōkyō le 21 mars 1889. Son père, Yanagi Narayoshi (1832-1891), est un officier de marine originaire du fief de Tsu. Il fut vice-amiral dans la Marine impériale et membre de la Chambre des pairs.

Il fait ses études à l’École des pairs (Gakushūin), où il se lie d’amitié avec un groupe de jeunes gens plus âgés que lui comprenant Mushanokōji Saneatsu et Shiga Naoya. Il y découvre la philosophie et le bouddhisme grâce à ses professeurs Nishida Kitarō et Suzuki Daisetsu.

En 1910, il entre à l’Université impériale de Tōkyō, où il étudie la philosophie. Il en sort diplômé en 1913.

## La revueShirakaba
En avril 1910, Yanagi participe activement au lancement et au rayonnement de la revue mensuelle Shirakaba. Membre actif du groupe éponyme qui anime la revue (Saneatsu Mushanokōji, Naoya Shiga, Arishima Takeo, Kinoshita Rigen), il a su s’assurer la collaboration de personnalités brillantes telles que le romancier Nagayo Yoshirō ou le dessinateur et potier Bernard Leach qui illustra la couverture de nombreux numéros. Son attention et sa connaissance pointue à l'égard publications occidentales furent deux raisons de son influence forte, dès les années 1910, sur toute une génération d’écrivains, d’intellectuels et d’artistes. Cette culture très ouverte met en perspective la question de l'identité culturelle du Mingei, dont l'« orientalisme » supposé semble apparaitre comme un mythe, lorsqu'on y regarde de plus près.

Yanagi écrit sur des artistes et écrivains européens, comme Rodin ou Renoir. Il exalte dans ses textes la liberté de création, le génie individuel, la capacité des grands esprits à saisir le divin, déclarant dans son ouvrage sur William Blake de 1914 que :
« La liberté et l’affranchissement sont les portes uniques de la grâce que doit franchir le voyageur de la vie »
Il fréquente aussi des artistes comme Kishida Ryūsei et Umehara Ryūzaburō.
De 1915 à 1923, Yanagi réside à Abiko, ville située à une quarantaine de kilomètres au nord-est de Tōkyō, où se forme autour de lui une petite communauté artistique. Le dessinateur et céramiste Bernard Leach séjourne plusieurs mois chez Yanagi à son retour de Chine en 1917.

En 1919, Yanagi est nommé professeur dans le département de philosophie de l’Université Tōyō.

La revue Shirakaba cesse de paraître après août 1923 en raison des destructions provoquées par le grand tremblement de terre du Kantō. Yanagi s’installe à Kyōto, où il reste jusqu’au début des années 1930.

## Les arts populaires
Yanagi commence à s’intéresser à la céramique dès le début des années 1910. En 1917, Leach construit un four dans le jardin de sa propriété à Abiko. À la même époque, au retour d’un voyage en Corée en 1916, il commence à s’intéresser aux arts de la péninsule et notamment à la céramique de la dynastie Yi.

À la suite de la répression du Soulèvement du 1er mars 1919, Yanagi s’exprime à plusieurs reprises en faveur d’un plus grand respect et d’une plus grande autonomie de la Corée. Il contribue à l’ouverture d’un Musée des arts populaires de Corée en 1924.

C’est au milieu des années 1920 que Yanagi théorise sa conception des arts populaires ou mingei en japonais (mingei est un néologisme forgé par Yanagi en 1925). À travers de nombreux livres et articles écrits dans un style de plus en plus doctrinaire, il développe l’idée d’une supériorité des arts populaires, dont les caractéristiques à ses yeux sont d’être produits de façon anonyme et sans orgueil, pour un usage fonctionnel, quotidien et populaire, par des artisans maîtrisant leur technique au point d’arriver à une forme de détachement de la conscience. 

« Il [l'objet migei] doit être modeste mais non de pacotille, bon marché mais non fragile. La malhonnêteté, la perversité, le luxe, voilà ce que les objets mingei doivent au plus haut point éviter : ce qui est naturel, sincère, sûr, simple, telles sont les caractéristiques du mingei. » Yanagi s’intéresse en particulier à la céramique coréenne et chinoise, aux textiles, aux objets en laque et à certains artistes itinérants comme Mokujiki Gogyō (1718−1810). Le discours de Yanagi s’appuie sur une réflexion sur le bouddhisme de la Terre pure qui professe la primauté de la foi et de la répétition des vœux sur le savoir et la méditation.

Yanagi a commencé à rassembler des œuvres dès la fin des années 1910. Sa collection s’accroît rapidement et après avoir envisagé un don de sa collection au Musée impérial (aujourd’hui Musée national de Tôkyô), il fonde en 1936 le Musée japonais des arts populaires, construit grâce au soutien de mécènes comme Ōhara Magosaburō.

## Contre la colonisation de la Corée
Sōetsu Yanagi est l'auteur de nombreux articles s'opposant à la colonisation de la Corée par le Japon, critiquant les méthodes et pratiques de l’impérialisme japonais et plaidant pour le respect de la culture coréenne. Il a été victime de censure et placé sous surveillance par la police à cause de ses écrits.

## Publications de Sōetsu Yanagi (Yanagi Muneyoshi) en Japonais
- ヰリアム・ブレーク : 彼の生涯と製作及びその思想 (William Blake : sa vie, son œuvre et sa pensée), Rakuyōdō, 1914
- 宗教とその真理 (La religion et sa vérité), Sōbunkaku, 1919
- 朝鮮とその藝術 (La Corée et ses arts), Sōbunkaku, 1922
- 神に就て (Au sujet du divin), Ōsaka mainichi shinbunsha, 1923
- 木喰五行上人の研究 (Étude sur Mokujiki Gogyō), Mokujiki Gogyō kenkyūkai, 1925
- 初期大津絵 (Les premières peintures d’Ōtsu), Kōseikai shuppanbu, 1929
- 茶と美 (Le thé et le beau), Makino shoten, 1941
- 民芸とは何か (Qu’est ce l’art populaire ?), Shōwa shobō, 1941
- 琉球の陶器 (La céramique des Ryūkyū), Shōwa shobō, 1942
- 工芸文化 (Culture artisanale), Bungei shunjūsha, 1942
- 信と美 (La foi et le beau), Seikatsu bunka kenkyūkai, 1943
- 美術と工芸の話 (Propos sur l’art et l’artisanat), Momoyama shorin, 1946
- 茶 : 私の見方 (Le thé : mon point de vue), 2 vol., Shunjūsha, 1953
- 日本民藝館 (Le Musée japonais des arts populaires), Nihon mingeikan, 1954
- 蒐集物語 (Histoires sur une collection), Chūō kōron sha, 1956
- 茶 : 随筆 (Le thé : essais au fil du pinceau), Shunjūsha, 1957
- 民芸四十年 (Quarante ans d’art populaire), Hōbunkan, 1958
- 茶の改革 (La réforme du thé), Shunjūsha, 1958
- 日本の民藝 (Les arts populaires du Japon), Hōbunkan, 1960

## Traductions françaises
- Yanagi Muneyoshi (trad. par D. Kunik), "Penser aux Coréens" in Japon colonial, 1880-1930. Les voix de la dissension éd. par P.-F. Souyri (Paris, 2014), p. 43-52.
- Sôetsu Yanagi, Artisan et Inconnu. La beauté dans l'esthétique japonaise, L'Asiathèque, 1992,  (ISBN 2 901795-51-X).
- Sôetsu Yanagi, La beauté du Mingei, Philippe Picquier, coll. « Le banquet », 2023,  (ISBN 978-2-8097-1643-6)